# 王团庄站
王团庄站位于中华人民共和国宁夏回族自治区同心县王团镇，建于1990年，是宝中铁路上的一个铁路车站，现办理客运业务，不办理货运业务，车站及其上下行区间均已电气化。车站距离宝鸡站401公里，隶属中国铁路兰州局集团，是五等站。